# Fysiologische psychologie
Fysiologische psychologie kan beschouwd worden als een onderdeel van de biologische psychologie, een discipline die de biologische basis onderzoekt van menselijk gedrag. In Nederland wordt eigenlijk geen wezenlijk onderscheid meer gemaakt tussen termen als fysiologische psychologie, biopsychologie en psychofysiologie. In de Angelsaksische literatuur verstaat men echter onder Physiological Psychology  een discipline die de hersenen van lagere en hogere diersoorten onderzoekt vanuit een evolutionair perspectief. Het idee hierachter is dat vergelijking van de anatomie en functie van dieren- en mensenhersenen informatie kan verschaffen over de wijze waarop de hersenen zich in de loop van de evolutie hebben ontwikkeld. Andere benamingen hiervoor zijn ook wel evolutionary neurobiology en comparative neuroscience. Ook werd de term fysiologische psychologie in het verleden wel gebruikt als aanduiding van een wetenschappelijke benadering waarbij men de invloed onderzoekt van manipulaties van fysiologische systemen, zoals  de hersenen, op menselijk gedrag en mentale functies. Een voorbeeld van het laatste is onderzoek naar de invloed van psychofarmaka op reactiesnelheid en aandachtsfuncties. 